# إزرائيل رودريغيز (صحفي)
إزرائيل رودريغيز (بالإنجليزية: Israel Rodríguez)‏ هو صحفي أمريكي، ولد في 29 أغسطس 1974 في بورتوريكو في الولايات المتحدة.
يُعد إزرائيل أحد كبار المراسلين السياسيين لـصحيفة El Nuevo Día أكبر صحيفة يومية في بورتوريكو. منذ يناير 2005م كان رودريغيز أيضًا أستاذًا في مدرسة ريو بيدراس للاتصالات حيث لا يقوم فقط بتدريس دورات الاتصالات ولكن أيضًا ينظم المنتديات الصحفية